# Igor Cukrov
Igor Cukrov, född 6 juni 1984 i Šibenik, är en kroatisk sångare. 2009 representerade han sitt land med låten Lijepa Tena (Vackra Tena) i Eurovision Song Contest. Låten, som var skriven av låtskrivaren Tonči Huljić, framfördes tillsammans med den kroatiska sångerskan Andrea Šušnjara.